# Mãe Bernadete
Maria Bernadete Pacífico, mais conhecida como Mãe Bernadete (1951 — Simões Filho, 17 de agosto de 2023) foi uma ialorixá, ativista e líder quilombola brasileira, assassinada. Era coordenadora da Coordenação Nacional de Articulação de Quilombos e líder do Quilombo Pitanga, em Simões Filho. Também coordenava uma associação de cerca de 120 agricultores que produzem e vendem farinha para vatapá, além de frutas e verduras, como abacaxi, banana da terra, inhame e maracujá.
O Quilombo Pitanga dos Palmares — certificado em 2004, mas que ainda aguarda a conclusão do processo de titulação — tem cerca de 854 hectares, onde vivem 290 famílias.
Entre 2009 e 2016, foi secretária de Políticas de Promoção da Igualdade Racial em Simões Filho. Seu filho Flávio Gabriel Pacífico dos Santos, líder quilombola mais conhecido como Binho do Quilombo, foi assassinado a tiros dentro do carro, na comunidade remanescente de quilombo, em 2017.
O jornal The Intercept revelou que Mãe Bernadete lutava junto ao falecido filho contra a instalação de um aterro da empresa Naturalle, de propriedade de Vitor Loureiro Souto, filho de Paulo Souto, ex-governador da Bahia. A empresa recebeu uma licença municipal para ocupar 163 hectares e construir o aterro nas proximidades do Quilombo Pitanga dos Palmares.

## Morte e repercussão
Foi executada com 12 tiros, em 17 de agosto de 2023, em casa, em Simões Filho, onde cuidava dos três netos. Familiares divulgaram que Bernadete sofria ameaças há pelo menos dois meses antes do crime. O assassinato foi alvo de repúdio da Organização das Nações Unidas (ONU).
Em 19 de agosto, dois dias após o assassinato, o Conselho Nacional de Justiça (CNJ) enviou dois juízes à Bahia para acompanhar as investigações do crime.
Devido ao assassinato, em 20 de agosto de 2023, o Governo da Bahia informou que revisaria todos os protocolos do Programa de Proteção aos Defensores de Direitos Humanos mantido pelo Estado.
Em meio à repercussão do caso, em 31 de agosto de 2023, a ministra Rosa Weber, do Supremo Tribunal Federal (STF), determinou que as investigações sobre a morte fosse acompanhadas pelo Observatório das Causas de Grande Repercussão, colegiado formado pelo CNJ e pelo Conselho Nacional do Ministério Público (CNMP). No mesmo dia, a Secretaria de Segurança da Bahia divulgou que havia identificado suspeitos do crime.
O presidente Luiz Inácio Lula da Silva prestou homenagem à líder quilombola na Assembleia Nacional de Angola, em Luanda, Angola, durante uma visita oficial ao país africano.